# Миф о неславянском происхождении русских
Миф о неславянском происхождении русских («русские — не славяне») — идеологическая концепция, согласно которой русские (великороссы) не принадлежат к числу славян, не имеют славянского происхождения или представляют собой результат смешения с неславянскими народами при подавляющем преобладании неславянского компонента. Сторонники концепции чаще всего относят русских к финно-уграм или тюркам. В современном научном сообществе эти представления относятся к числу псевдонаучных или мифологических.

## История представлений

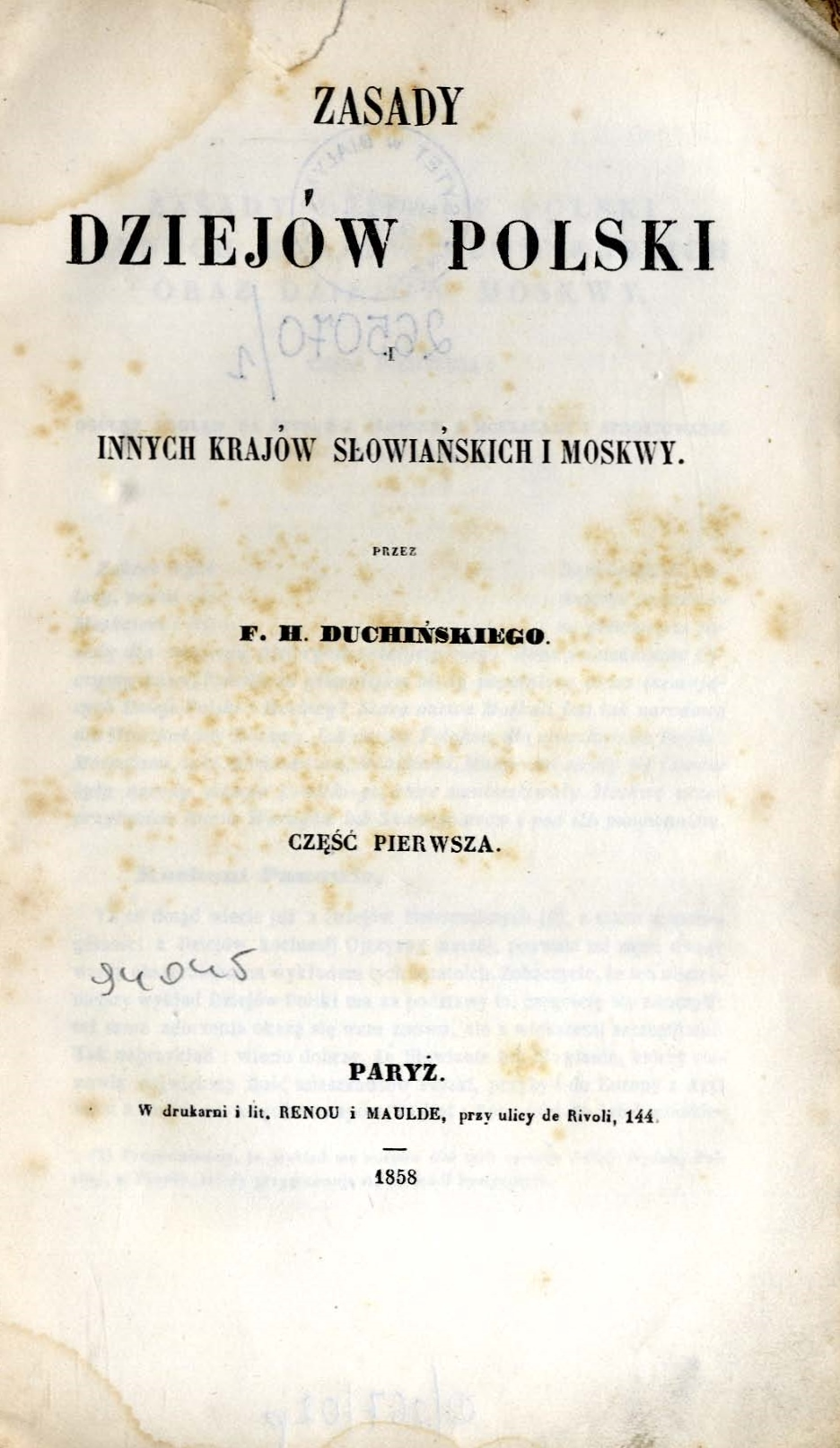
«Основы истории Польши, других славянских стран и Москвы» Францишека Духинского, 1858

По вопросу об участии финно-угров в формировании русского народа существует две крайние позиции: «великодержавно-великорусская» и «антирусско-польская». Писатель и историк Николай Полевой (1830) утверждал, что финны не принимали участие в формировании русских. Советский этнограф и диалектолог Дмитрий Зеленин (1929) писал, что в формировании русского народа неславянское, в том числе финское, население участия не принимало, в частности, указывая на отсутствие ощутимых следов слияния с финнами в диалектологии.

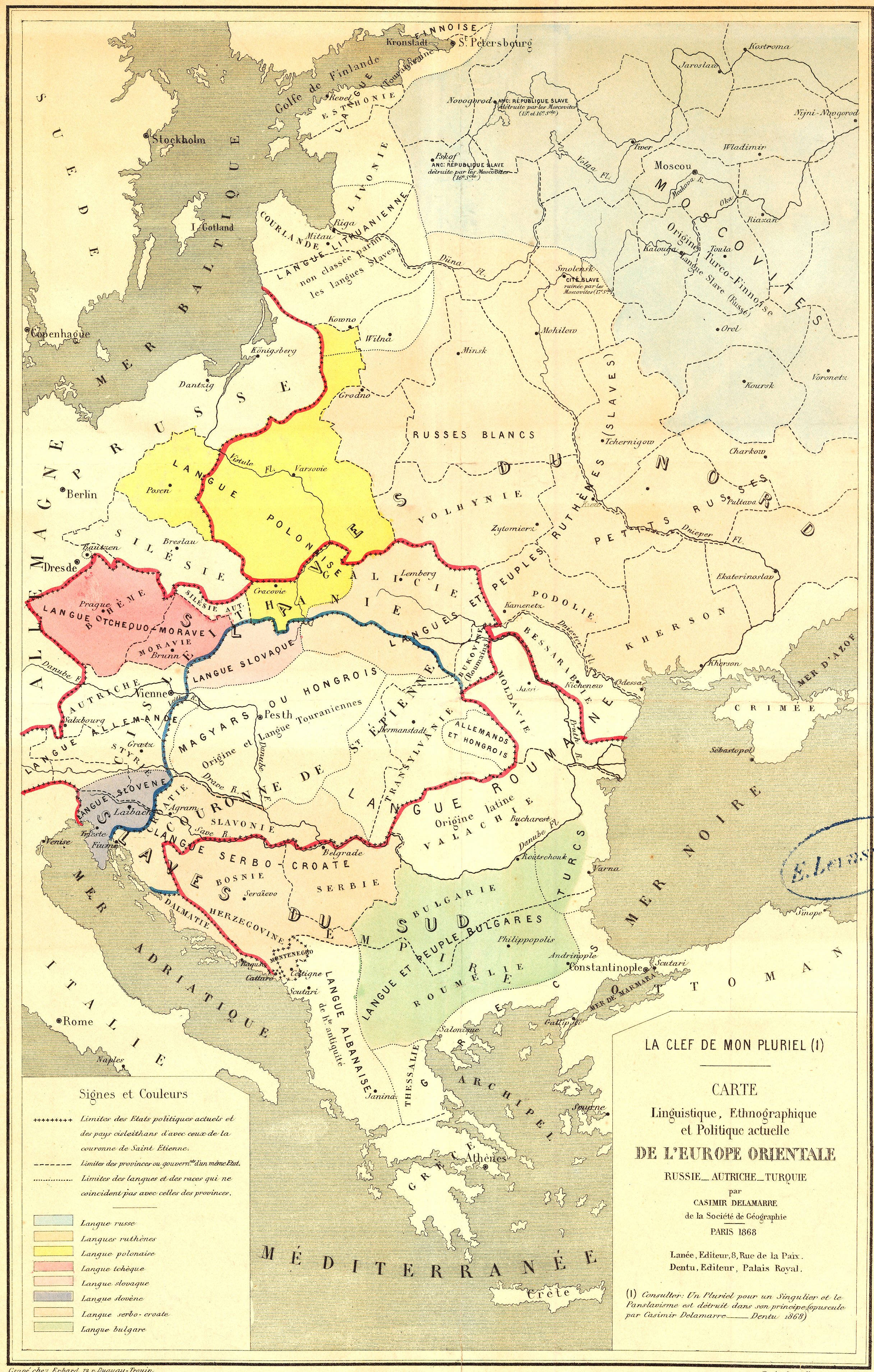
Лингвистическая и этнографическая карта, изданная во Франции в 1868 году. Подчёркивается «тюрко-финское» происхождение «московитов» и разрушение ими славянских городов Смоленск, Новгород и Псков

О «неславянском» происхождении русских писал польский эмигрант Францишек Духинский, который бежал на Запад после Польского восстания 1830 года и нашёл убежище во Франции. Он пытался восстановить местное общественное мнение против России. В Европе того времени высоко ценились «арийские предки», и Духинский создал туранскую концепцию, согласно которой русские, в отличие от европейских народов, не являются «арийцами», как не являются и славянами. В 1861—1862 годах в своих лекциях в парижском Научном обществе он относил русских к туранцам и утверждал, что «арийцам» и туранцам суждено находиться в непрерывной вражде. В ответ последовала серия публикаций русских учёных, доказывающих причастность русских к «арийству». Это стало продолжением выступлений ряда русских интеллектуалов против немецких и французских русофобов, исключавших русских из круга европейских народов.
Расовая теория часто включает идею, что современные славяне являются результатом смешения «арийской» и других рас. При этом различные авторы выделяли более и менее «расово чистые» славянские народы или регионы. Уже французский барон Артюр де Гобино, заложивший основы «расовой теории», в своём сочинении «Опыт о неравенстве человеческих рас» (1853—1855) писал, что славяне «ушли на северо-восток нашего континента и там вступили в разрушительное соседство с финнами», что привело к их «пассивности» и «неспособности к творчеству». «Находясь на границе между Европой и Азией, они служат естественным переходным элементом между своими западными и восточными монголоидными сородичами». Нацистский расовый теоретик Ханс Гюнтер рассматривал русских как результат смешения нордической расы с восточно-балтийской и с восточными финнами при сильном преобладании двух последних. Одним из ведущих теоретиков расовых исследований в нацистской Германии был Эгон Фрайхерр фон Эйкштедт, автор книги «Расовые основы немецкого народа» (1934). В 1938 году его ассистентка Ильзе Швидецки опубликовала под его редакцией книгу «Расоведение древних славян». Основной идеей книги было то, что праславяне принадлежали к нордической расе, однако к настоящему времени славяне утеряли нордический компонент, почти целиком подавленный в результате смешения с другими расами. По её мнению, «денордизация» восточных славян связана с «восточноевропеоидной» расой, тип которой им передали древние восточно-финские племена.
Советский историк-марксист академик Михаил Покровский (1930) без националистического подтекста писал (ещё не имея данных генетических исследований), что современные русские имеют не менее, чем 80 % финской крови.
Среди украинских эмигрантов, включая специалистов, присутствовало направление мысли, в рамках которого значительно углублялась история украинского народа и его государственности. Наибольшей популярностью пользовалась идея о прямой преемственности украинцев от трипольской культуры (середина 5-го тысячелетия до н. э. — 2650-е годы до н. э.) и от местного палеолитического населения (археолог Ярослав Пастернак, 1961; 1971). Некоторые авторы считали, что древнюю основу украинского народа составляли роксоланы (В. Сичинский, 1957) или кельты (правовед Сергей Шелухин, 1929). Некоторые украинские учёные-эмигранты утверждали, что украинцы не имеют никакого родства с русскими или белорусами (Пастернак, 1971).
Украинский эмигрант литератор Лев Силенко, основатель украинского неоязыческого движения РУН-вера, в своём историософском сочинении «Мага Вира» («Великая вера») 1979 года соединил фрагменты славянского язычества и идеи «Велесовой книги» с наследием индоарийской ведической традиции. Там же он изложил свою версию мировой истории, согласно которой Украина являлась как местом возникновения древнейших людей, так и прародиной индоевропейцев — «ориан» («арийцев»), сложение которых началось 25 тысяч лет назад. Индоевропейцы, по его мнению, должны относиться не к индогерманской, а к «индоукраинской расе». Выходцами с Украины и ближайшими родичами «ориан» оказывались шумеры и гиксосы, ответвления трипольской культуры. Этрусков, пеласгов и ряд других народов древности он также считал выходцами с Украины или древними названиями украинцев. В других местах книги он отождествлял древних украинцев с трипольцами и утверждал, что уже в период трипольской культуры земледельцы-украинцы назывались «русью». Гиксосы также были «русами», пришедшими из Северного Причерноморья и основавшими Иерусалим, изначальное название которого звучало как «Руса салем». Однако Византия, а затем Москва стремились навязать Украине чуждое ей христианство — чуждую украинцам религию, «основанную на кочевом иудаизме», закабалить украинский народ, превратив его в духовных рабов. Позднее Москва узурпировала украинское наследие, присвоив себе и имя Руси. Согласно Силенко, население московских земель слагалось из прибывших с Украины колонистов и местных финских и тюркских обитателей. Московская Русь сформировалась на основе татаро-монгольской орды, и русские Москвы — это «православные татары». По мнению Силенко, «украинцы (русичи) и москали (русские) — это две разные человеческие общности», которых единая православное вера ничуть не сближает. Украинцам, по его мнению, удалось сохранить свою расу в чистоте. По Силенко, санскрит был священным источником всех индоевропейских языков и «исконным языком белой расы». Украинский язык рассматривается как ближайшее дочернее ответвление санскрита. Силенко составил словарь «украинско-санскритского» языка, отрицая сколько-нибудь близкое родство украинского с русским языком (1984).
Ряд украинских авторов, в том числе сторонников современного украинского неоязычества, в своих работах понимают под славянством именно украинцев, которые отождествляются со всеми древними славянами, но при этом из числа славян авторы часто исключают русских. Украинцы представляются древним народом Европы, основавшим Киевскую Русь и Польско-Литовское государство и не имевшим ничего общего с Московским государством и великороссами. К числу таких авторов принадлежат журналист Виталий Довгич, историк Раиса Иванченко, экономист Г. К. Василенко и другие.
В 1990-х годах в Киеве издавался неоязыческий журнал «Индо-Европа», ставивший одной из основный своих задач «покончить с официальной теорией происхождения трёх восточнославянских народов». Этой теории авторы журнала противопоставляли версию «Велесовой книги» и идеи Льва Силенко. В 1994 году редакция журнала выпускала газету «Русь Киевская», где излагались те же идеи. В своих установочных статьях главный редактор «Индо-Европы», кандидат филологических наук Виталий Довгич, писал, что Поднепровье было родиной «арийских» народов, сами космические силы уготовили Днепровско-Карпатскому региону место одного из важнейших центров развития мировой цивилизации, а украинцы являются автохтонным населением по меньшей мере с трипольской эпохи. «Украинизировав» российскую евразийскую идею, Довгич считал Украину особой цивилизацией, объединяющей Восток и Запад, язычество и христианство, «белую» и «жёлтую расы». Одновременно отвергал Довгич великогерманские и великорусские претензии на «арийское» наследие.
Сторонники идей украинского национализма считают Украину колыбелью славянской культуры и цивилизации и исконной территорией «украинских славян», что, в их представлении, даёт украинцам привилегированный статус среди всех остальных славянских народов. Ранние славянские переселенцы в районы северных лесов России и Белоруссии именуются «украинцами», а местные славянские народы рассматриваются как продукт смешения небольшого числа пришлых «чистых украинцев» с местным населением. Так видят этногенез украинцев и их соседей, в частности, деятели праворадикальной Украинской национальной ассамблеи (УНА).
Идея «арийской» Украины получила выражение в романе политэкономиста Юрия Каныгина («Путь ариев», 1996), популяризировавшего взгляды Силенко и концепцию писателя Юрия Шилова об Украине как «Великой Оратании», или Аратте. Генеалогию украинцев Каныгин ведёт от «ариев» через кимров, скифов и славян («народ рош»), а их исконным названием было «русичи» и они являются носителями «арийской идеи», выполняя, тем самым, всемирно-историческую миссию. «Арийцем» Каныгин изображает и Иисуса Христа. В то же время русские («московиты») получают генеалогию, не имеющую отношения к Аратте.
Название «Русь» оказалось тесно привязано к русской (великорусской) идентичности. Многие украинские националисты считают, что название Руси было неправомерно узурпировано русскими («россиянами»), царём Петром I, строившим империю, который заменил название «Московия» на «Россия», чтобы извлечь политическую выгоду из репутации средневековой Руси, являвшейся могущественным средневековым государством. Термин «славяне» отвергается рядом украинских неоязычников, поскольку имеет слишком широкое значение, а также ассоциируется с идеей единства трёх восточнославянских народов под эгидой русских. Вместо него они активно используют названия «анты», «скифы», «арийцы» и др. Последний термин привлекает внимание ассоциацией с «арийским превосходством» и «белой расой».
Многие авторы используют термины «русы» и «русичи» применительно только к предкам украинцев, исключая при этом русских («россиян»).
Отрицает принадлежность русских к славянам российский эрзянский филолог Александр Шаронов. По его мнению, финно-угорские племена — летописная меря, мещера, мурома и эрзя составляли единый этнос, который стал подлинным основателем Древнерусского государства и этнокультурным субстратом русского народа. Шаронов утверждает, что, переселившись из региона Киева в регион Залесья, Русь унесла с собой и свой русский язык. По этой причине даже подвергнувшиеся русификации славянские языки якобы не имеют общей корневой основы с подлинным русским языком, основанном на «скандинаво-финно-эрзяно-муромо-мерянском» субстрате. К эрзяно-мерянской земле, по мнению Шаронова, имеют отношение выдающиеся представители русского народа, такие как Кузьма Минин, Иван Сусанин, Аввакум Петров, Никон, Степан Разин, Емельян Пугачёв, Серафим Саровский, Александр Пушкин, Сергей Есенин, Василий Чапаев и многие другие.

## Научное опровержение

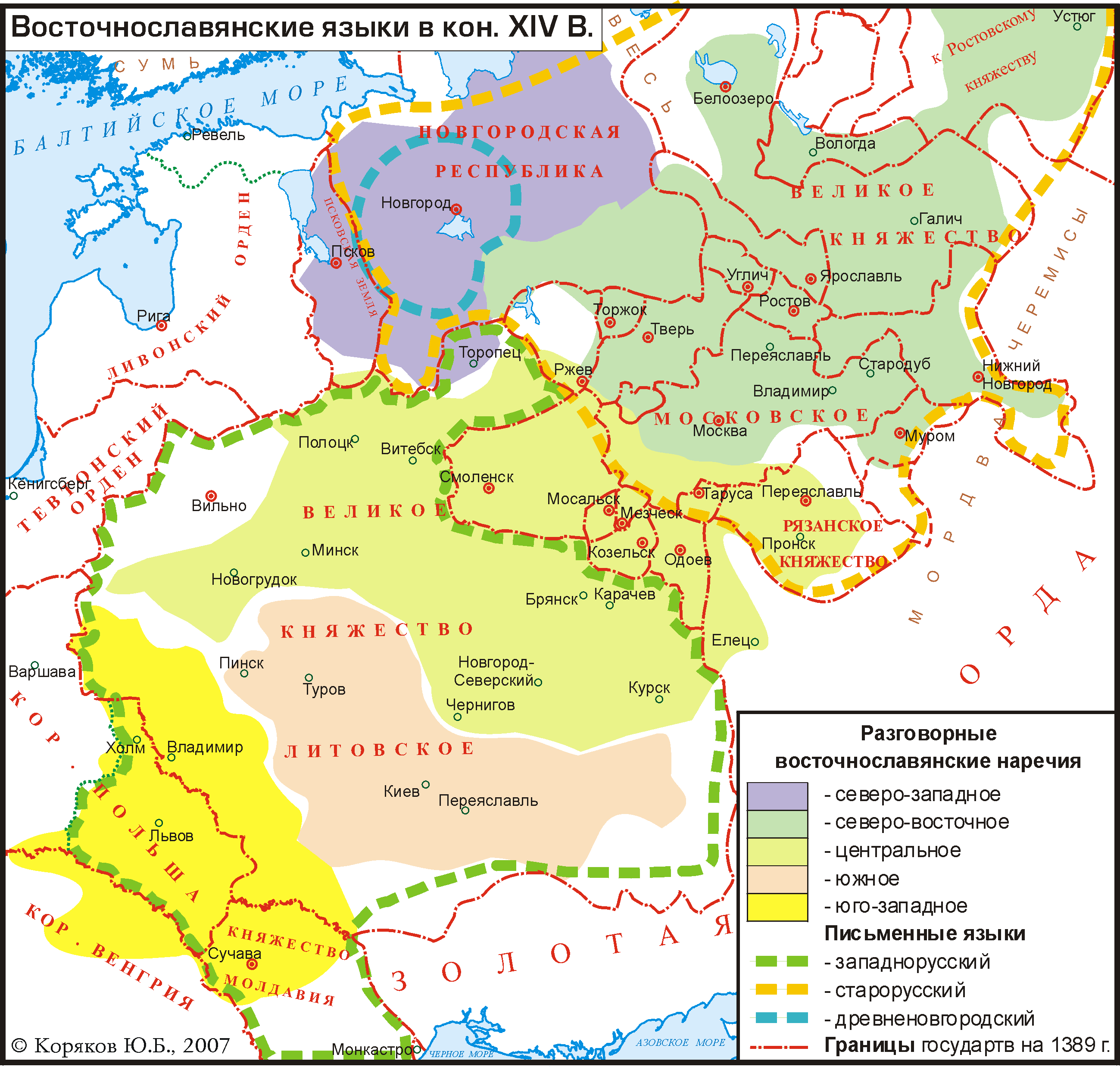
Разговорные наречия и письменные восточнославянские языки в конце XIV века

Большинство учёных в вопросе о степени влияния финно-угров не занимали крайних позиций. Михаил Ломоносов отмечал, что большое число чудского (финно-угорского) населения соединилось со славянским племенем (народом) при составлении российского народа (великороссов). Василий Ключевский писал, что образование великорусского племени было связано с колонизацией славянами из Поднепровья бассейнов Оки и Верхней Волги и стало результатом смешения славянских и местных финских компонентов. По его мнению, русская внешность не совсем точно воспроизводит общеславянские черты, что он объясняет финским влиянием. Советские археологи, например, Юрий Готье (1930) отмечали смешанный характер материальных культур Северо-Восточной Руси. Советский историк и антрополог академик Валерий Алексеев (1972), обобщая советские антропологические исследования, писал, что «финский элемент вошёл в состав русского народа в значительной пропорции». Этнографические материалы русских (предметы быта, костюм, пища, декоративное искусство, фольклор) свидетельствуют о некотором финно-угорском влиянии.
Согласно данным письменных источников, археологическим и этнографическим материалам, современные русские имеют славянское этническое происхождение.
По результатам биолого-генетических исследований выделяются две генетических группы русских популяций. По Y-хромосоме выявлены «кардинальные различия северных и южных русских».
Центральные и южные русские, составляющие численное большинство народа, по данным Y-хромосомы, мтДНК и аутосомному маркеру CCR5de132 ничем не отличаются от других восточных славян (белорусов и украинцев). В свою очередь генофонд всех восточных славян «практически неразличим», иначе говоря идентичен, западным славянам (словакам и чехам). Такая генетическая чистота несколько необычна для генетики при столь широком расселении славян, особенно русских. Вместе восточные и западные славяне составляют основу «восточноевропейского» генетического кластера, в который входят также иноязычные венгры и аромуны, а по отдельным показателям близки эстонцы и южные шведы. По результатам исследования маркеров мтДНК, а также аутосомных маркеров русские сходны с другими популяциями Центральной и Восточной Европы, выявлено высокое единство по аутосомным маркерам восточнославянских популяций и их значительные отличия от соседних финно-угорских, тюркских и северокавказских народов.
Северные русские входят в иной, обширный «североевропейский» генетический кластер вместе с популяциями поляков, балтов (латышей и литовцев), германских (немцев, норвежцев и других), а также прибалтийско-финских народов (финов, карел, эстонцев). При этом сходство с балтами более выражено (вплоть до идентичности), чем с западными финно-уграми. Отличие северных русских помимо генетики подтверждается также данными палеоантропологии и анализом фамилий. Изучение аутосомных маркеров также сближает северных русских с другими европейскими народами и ставит под сомнение финно-угорский миграционный пласт в северном русском генофонде. Однако, отличия северных русских и их близость с североевропейскими народами не говорит об их происхождении от балтов или поляков. Предположительно, они, вместе с балтскими, германскими и некоторыми другими североевропейскими народами являются потомками палеоевропейского населения, сохранившегося вокруг Балтийского моря.
Во всех русских популяциях отмечается крайне низкая частота генетических признаков, характерных для монголоидных популяций.